# USA Select XV
USA Selects o USA Select XV son los nombres por los que se conoce a la segunda selección nacional de rugby de Estados Unidos patrocinada por la unión de ese país.

## Reseña histórica
En el 2008 el equipo de Estados Unidos bajo el nombre de USA Select XV se enfrenta de local a una selección menor de Nueva Zelanda conocida como New Zealand Heartland XV.
En el 2009, compienza a participar en el Americas Rugby Championship (ARC). Su mejor desempeño lo alcanzó en los años 2013 y 2014, ganándole en cada edición a canadienses y uruguayos y perdiendo solo con los Jaguares argentinos.
En el 2015, realiza una gira por Sudamérica para enfrentar en un partido a Uruguay y dos a Jaguares argentinos, ambos rivales del ARC.
En el 2016 abandona la ARC debido a un cambio de reglamento del torneo, que establece, que a excepción de Argentina, las uniones deben presentar sus principales selecciones. En cambio, a partir de ese año comienza jugar en el Americas Pacific Challenge, un torneo de selecciones secundarias.

## Participación en copas
| - Americas Rugby Championship 2009: 4º puesto (último) - Americas Rugby Championship 2010: 3º puesto - Americas Rugby Championship 2012: 4º puesto (último) - Americas Rugby Championship 2013: 2º puesto - Americas Rugby Championship 2014: 2º puesto | - AP Challenge 2016: 5º puesto - AP Challenge 2017: 3º puesto - AP Challenge 2018: 6º puesto (último) - AP Challenge 2021: 5º puesto - Uruguay Conference 2022: 3º puesto (último) - Tour a Arg/Uru 2015: 1 ganado, 2 perdidos |